# Aire urbaine de Colmar
L'aire urbaine de Colmar est une aire urbaine française centrée sur l'unité urbaine de Colmar. Composée de 40 communes, elle était peuplée de 127 625 habitants en 2012.

## Caractéristiques en 1999
D'après la définition qu'en donne l'INSEE, l'aire urbaine de Colmar est composée de 36 communes, situées dans le Haut-Rhin. Ses 116 268 habitants font d'elle la 67e aire urbaine de France.
6 communes de l'aire urbaine sont des pôles urbains.
Le tableau suivant détaille la répartition de l'aire urbaine sur le département (les pourcentages s'entendent en proportion du département) :
| Département | Communes | Communes (%) | Superficie (km²) | Superficie (%) | Population (1999) | Population (%) |
| ----------- | -------- | ------------ | ---------------- | -------------- | ----------------- | -------------- |
| Haut-Rhin   | 36       | 9,5          | 345,93           | 9,9            | 116 268           | 16,4           |

L'aire urbaine de Colmar est rattachée à l'espace urbain Est.